# Craugastor andi
Craugastor andi là một loài ếch trong họ Craugastoridae. Chúng là loài đặc hữu của Costa Rica.
Môi trường sống tự nhiên của nó là các con sông.